# 노기자카역
노기자카역(일본어: 乃木坂駅, のぎざかえき)은 일본 도쿄도 미나토구에 있는 철도역이다.

## 타는 곳
| 1 | ○ 지요다 선 | 오모테산도역・요요기우에하라・이세하라 방면 |
| 2 | ○ 지요다 선 | 오테마치・기타센주・아야세・도리데 방면     |

## 역 주변
- 국립신미술관
- 노기자카 신사(乃木神社)
- 노기자카 공원
- SME 노기자카 빌딩
- 도쿄 미드타운
- 롯폰기 역
- 롯폰기 힐즈

## 역사
- 1972년 10월 20일: 영업 개시.

## 사진

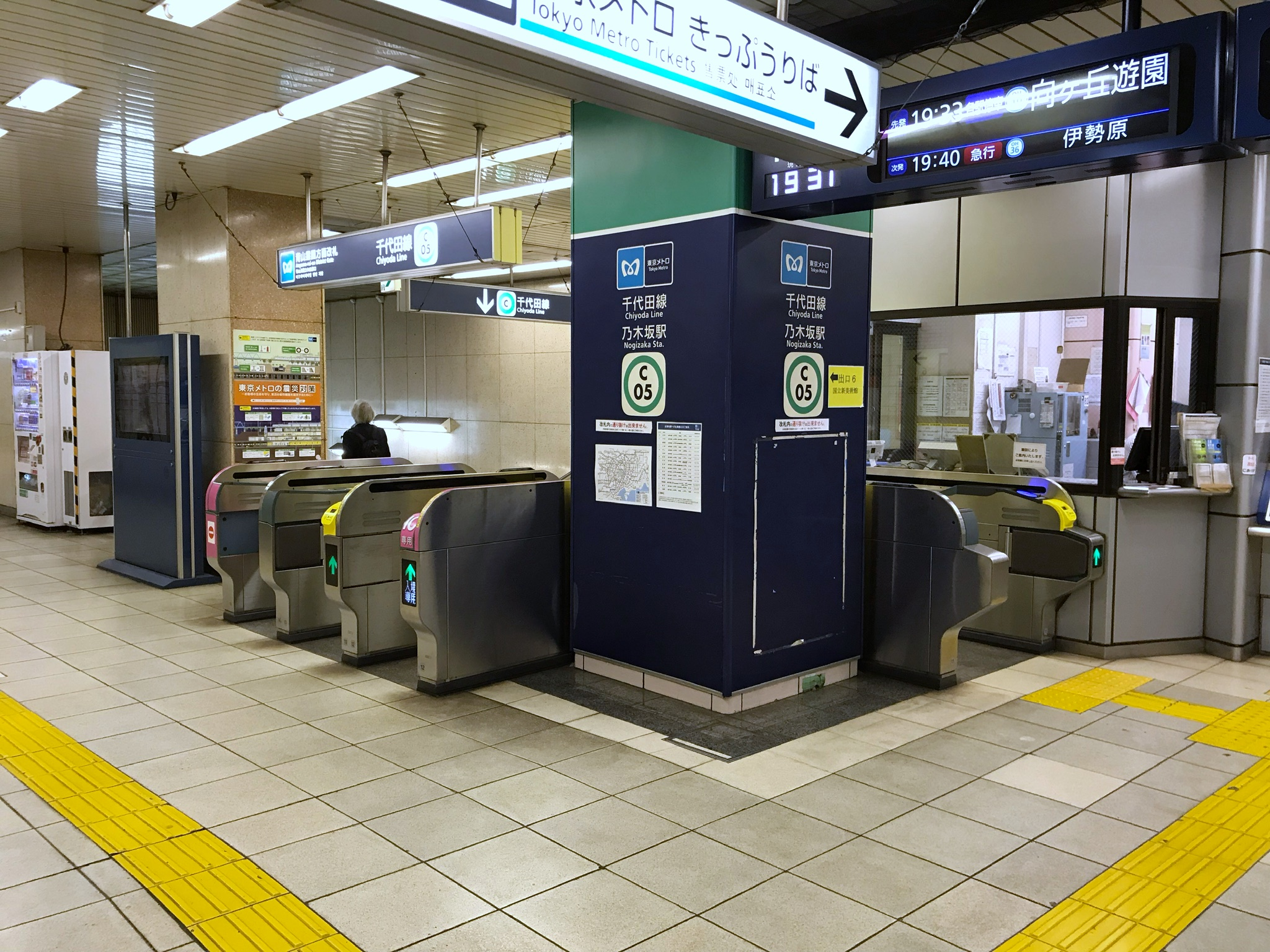
개찰(2018년 10월)
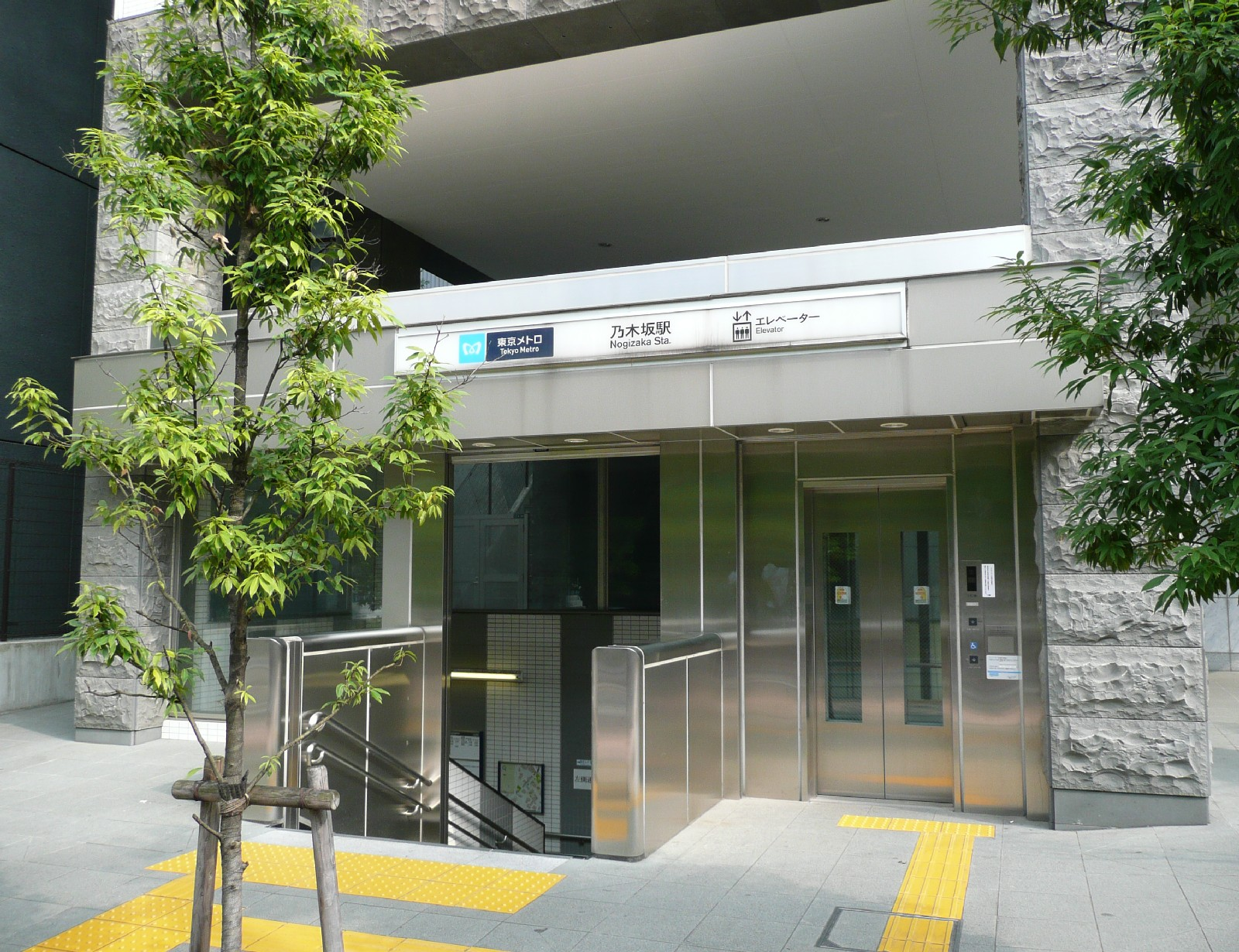
2번 출입구(2008년 7월)
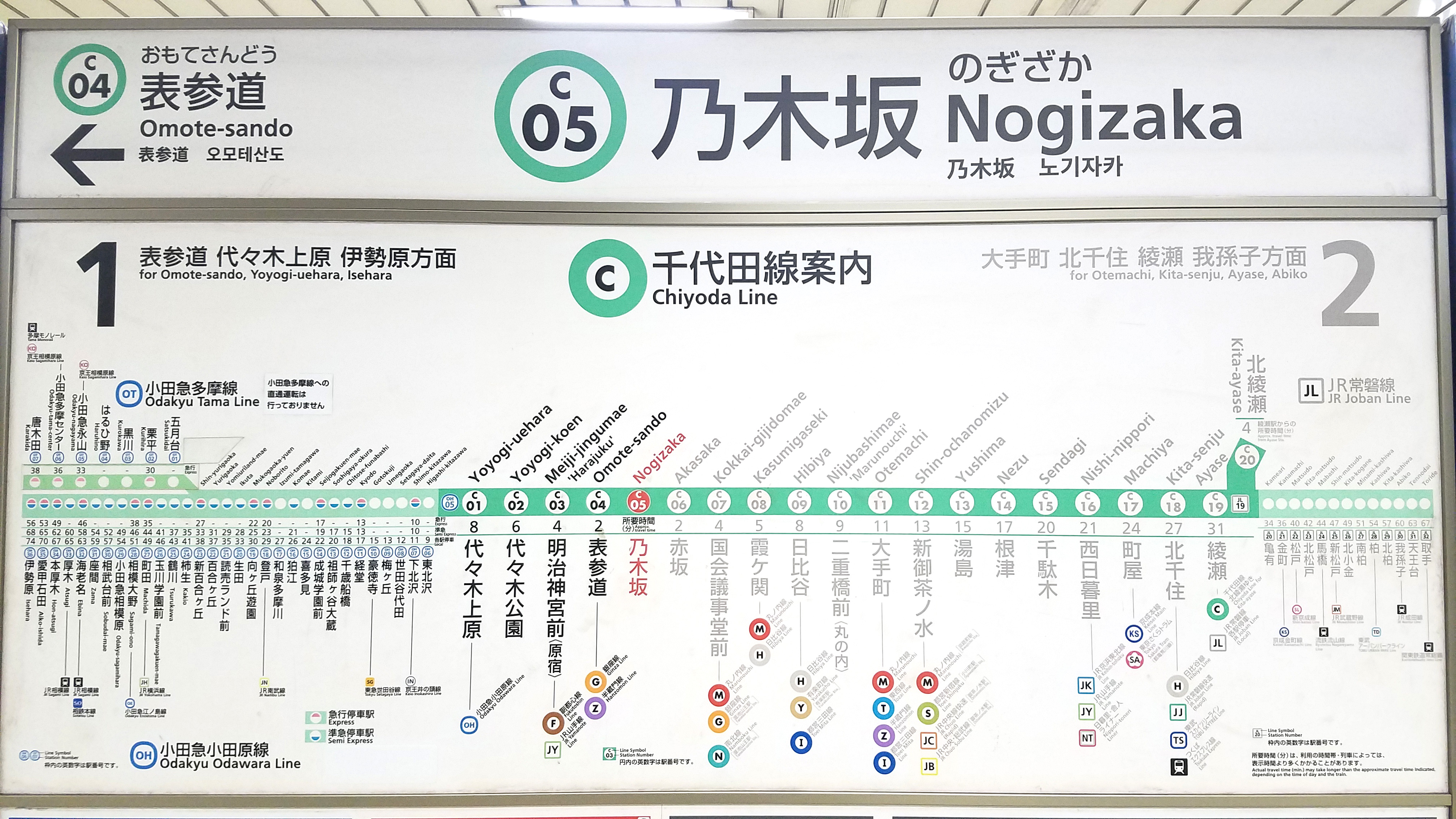
역명판(2022년 3월 15일)

## 인접역
| 도쿄 메트로 9호선                  | 도쿄 메트로 9호선 | 도쿄 메트로 9호선        |
| ---------------------------------- | ----------------- | ------------------------ |
| C04 오모테산도 요요기우에하라 방면 | 지요다 선         | C06 아카사카 아야세 방면 |